# Jardins de William Christie
Les Jardins de William Christie sont des Jardins remarquables situés autour du logis du Bâtiment, un manoir du XVIe siècle situé dans la commune de Thiré (Vendée).

## Historique
Le domaine est la propriété du chef d'orchestre William Christie, qui a créé entre 1986 et 2005 un ensemble de jardins s’inspirant du mouvement Arts & Crafts. Ces jardins s’étendent, au-delà de la Smagne, sur la commune de Saint-Juire-Champgillon.
- Le logis a été inscrit monument historique par arrêté du 9 décembre 1985.
- Les « Jardins du Bâtiment », labellisés « Jardin remarquable », ont été inscrits monument historique par arrêté du 21 juin 2007.
- Depuis 2012 s'y tient un festival annuel de musique baroque, Dans les Jardins de William Christie, rassemblant des musiciens des Arts Florissants et des jeunes chanteurs[3].